# Polypodium steirolepis
Polypodium steirolepis är en stensöteväxtart som beskrevs av Carl Frederik Albert Christensen. Polypodium steirolepis ingår i släktet Polypodium och familjen Polypodiaceae. Inga underarter finns listade.